# Homohuwelijk in Mexico
In Mexico zijn de deelstaten bevoegd voor het huwelijk en deze voorzien nog niet altijd in de mogelijkheid om een huwelijk tussen mensen van gelijk geslacht te sluiten. In het Federaal District, oftewel Mexico-Stad, en 23 van de 31 deelstaten is het homohuwelijk toegelaten. In de overige staten is eerst de tussenkomst van een rechter nodig. Homohuwelijken gesloten in andere deelstaten worden wel in het hele land erkend sinds een uitspraak van het Hooggerechtshof op 12 juni 2015. Daarnaast erkent Veracruz het geregistreerd partnerschap. De 23 staten die het homohuwelijk toestaan zijn Quintana Roo, Coahuila de Zaragoza, Chihuahua, Nayarit, Jalisco, Campeche, Colima, Michoacán de Ocampo, Morelos ,Chiapas, Puebla, Baja California, Oaxaca, Nuevo León, Aguascalientes, Hidalgo, San Luis Potosí,  Baja California sur,  Tlaxcala, Sinaloa, Yucatán, Querétaro en Sonora. Verder is het homohuwelijk ook beschikbaar in enkele "municipalities" van Zacatecas en Guerrero. Alles samen vertegenwoordigt dit ongeveer 65% van de Mexicaanse bevolking.

## Geschiedenis
Op 11 januari 2007 keurde het staatscongres in Coahuila het geregistreerd partnerschap goed, twee maanden later volgde de Wetgevende Assemblee van het Federaal District met goedkeuring in Mexico-Stad. Een lesbisch koppel uit Tamaulipas tekende het eerste partnerschap in Saltillo, de hoofdstad van Coahuila. Op 21 december 2009 stemde de Assemblee van het Federaal District in met een wetsvoorstel waarmee het homohuwelijk werd erkend. De afgevaardigden van de Partij van de Democratische Revolutie (PRD), die een absolute meerderheid heeft, en de Partij van de Arbeid (PT) stemden voor, de afgevaardigden van de overige partijen stemden tegen of onthielden zich. De wet in Mexico-Stad stelt homohuwelijken geheel gelijk aan heterohuwelijken; ook adoptie werd erdoor gelegaliseerd. Burgemeester Marcelo Ebrard (PRD) tekende de wet op 29 december en op 4 maart 2010 werden de eerste homohuwelijken in Mexico gesloten, een primeur voor Latijns-Amerika.
De conservatieve Nationale Actiepartij (PAN) van president Felipe Calderón poogde via de rechter de wetswijziging tegen te houden omdat deze in strijd met de grondwet zou zijn. Het Hooggerechtshof deed uitspraak over drie aspecten: de grondwettelijkheid van de wet, de erkenning van in Mexico-Stad gesloten huwelijken in de rest van het land en het recht op adoptie door homostellen. Op alle drie de punten stelde het Hof Mexico-Stad in het gelijk. De uitspraak werd gevolgd door een incident waarin kardinaal Juan Sandoval Íñiguez Ebrard beschuldigde van het omkopen van de rechters. Nadat hij weigerde de beschuldiging terug te nemen diende Ebrard een aanklacht in wegens smaad.
Op 28 november 2011 huwden in de gemeente Lázaro Cárdenas in Quintana Roo twee koppels van gelijk geslacht. Hoewel de wet in de deelstaat niet expliciet het homohuwelijk toestond, concludeerde een rechter dat evenmin wordt voorgeschreven dat partners van verschillend geslacht moeten zijn en homohuwelijken dus de facto legaal zijn. Een eerdere poging het homohuwelijk in Quintana Roo via politieke weg in te voeren strandde in het congres.
Coahuila erkende het homohuwelijk in 2014, Chihuahua volgde een jaar later. Intussen ontstond door het hele land jurisprudentie, waardoor partners van gelijk geslacht ook in staten die het homohuwelijk niet erkennen konden trouwen. Het Hooggerechtshof verwees in uitspraak na uitspraak lokale verboden op het homohuwelijk af wegens discriminatoir. 
Sinds juni 2015 is het homohuwelijk in principe in heel Mexico mogelijk, maar zolang de deelstatelijke wetboeken nog niet zijn aangepast, is in de praktijk vooralsnog eerst de gang naar de rechter nodig. De aanpassing van de huwelijkswetten en openstelling van het homohuwelijk zonder rechterlijke tussenkomst gebeurde daarna achtereenvolgens in: Nayarit (2015), Jalisco (2016), Campeche (2016) , Colima (2016) , Michoacán (2016) , Morelos (2016),  Chiapas (2017) , Puebla (2017) en Baja California (2017), Nuevo León (2019), Aguascalientes (2019), Hidalgo (2019) en San Luis Potosí (2019).